# Керзон, Фрэнсис, 3-й виконт Скарсдейл
Фрэнсис Джон Натаниэль Керзон, 3-й виконт Скарсдейл (англ. Francis John Nathaniel Curzon, 3rd Viscount Scarsdale; 28 июля 1924 — 2 августа 2000) — британский наследственный пэр и член Палаты лордов.

## Биография
Родился 28 июля 1924 года. Единственный сын достопочтенного Фрэнсиса Натаниэла Керзона (1865—1941), третьего сына Альфреда Керзона, 4-го барона Скарсдейла (1831—1916). Его матерью была Уинифред Филлис (урождённой Комб) Данвилл (1891—1961), бывшая жена Роберта Ламбарта Данвилла, дочь капитана Кристиана Комба и леди Джейн Сеймур Конингем, младшей дочери Джорджа Конингема, 3-го маркиза Конингема.
Получив образование в Итонском колледже, он стал офицером шотландской гвардии. Он также был двоюродным братом Ричарда Керзона, 2-го виконта Скарсдейла, который постепенно отказался от надежд на наследника мужского пола после того, как его первая жена родила ему четырёх дочерей, а со второй женой ему не удалось стать отцом сына и наследника. В 1959 году он пригласил Фрэнсиса Керзона, кузена, которого он едва знал, впервые осмотреть поместье.
В 1970 году предполагаемый наследник взял на себя управление своим будущим наследством в качестве управляющего поместьем, а в 1977 году он унаследовал титулы и поместья общей площадью 5700 акров в Дербишире, включая парк площадью 500 акров и поле для гольфа на 18 лунок.
Как новый лорд Скарсдейл, он начал как владелец Кедлстон-холла. Роберт Адам перестроил его для первого лорда Керзона в 1760-х годах и разместил коллекцию картин Тинторетто и Пуссена, а также мебель Чиппендейла. Однако новый владелец знал, даже до уплаты налога на наследство в размере 2,5 млн фунтов стерлингов, что он не сможет содержать большой дом на основе дохода от семнадцати ферм поместья и 20 000 посетителей в год. Дом был «гигантской головной болью», он хотел сохранить его и предложил его нации вместо налога на наследство. Премьер-министр Маргарет Тэтчер впоследствии осмотрела дом.
Ожидая решения, виконт Скарсдейл вступил в конфликт со своим старшим сыном и наследником Питером Керзоном, которому он обещал десятую часть имения, если оно будет продано. Питер хотел дождаться предложения в размере 25 миллионов фунтов стерлингов из-за рубежа, которое так и не произошло. Поскольку британское правительство не хотело приобретать дом, лорд Скарсдейл потратил десять лет, пытаясь убедить Национальный фонд купить его. В 1987 году Фонд согласился приобрести Кедлстон-холл и его имение, благодаря финансированию в размере беспрецедентных 14 миллионов фунтов стерлингов, в основном из Национального фонда памяти наследия. Виконт Скарсдейл заключил, как казалось, щедрую сделку с Национальным фондом. Он и его преемники могли жить без арендной платы в 23-комнатном крыле с прилегающим садом и двумя бесплатными квартирами для своих слуг или других членов семьи. Он мог играть в бильярд и устраивать вечеринки в главной части дома и стрелять фазанов в парке, когда он был закрыт для публики. Однако ежегодные расходы на содержание в размере 400 000 фунтов стерлингов должны были полностью покрываться Национальным фондом.
Виконт Скарсдейл закончил свою жизнь, ведя дюжину лет агитации против изменений, которые Национальный фонд внес в его родовой дом. Конфликт возник из-за разного толкования слова «консультироваться» в соглашении о передаче. Он думал, что может наложить вето на любые изменения; Фонд настаивал, что его только проинформируют, в качестве любезности. Он хотел, чтобы дом сохранился как «семейный дом»; Фонд хотел, чтобы он был восстановлен до его славы 1760-х годов. Лорд Скарсдейл критиковал «высокомерие», «вандализм» и «святотатство» фонда за такие вещи, как удаление фонтана или любимого предмета мебели.
Лорд Скарсдейл умер 2 августа 2000 года после продолжительной болезни.

## Семья
Фрэнсис Керзон был дважды женат. 3 июля 1948 года он женился первым браком на Соланж Ивонн Пальмир Жизлен Ханс (? — 4 июля 1974), дочери Оскара Жизлена Ханса. Они развелись в 1967 году. У супругов было четверо детей:
- Питер Керзон, 4-й виконт Скарсдейл (род. 6 марта 1949)[2], старший сын и преемник отца.
- Джон Дэниел Керзон (15 января 1952 — 24 января 1952)
- Достопочтенная Аннет Ивонн Керзон (род. 28 октября 1953), в 1979 году она вышла замуж за капитана Хани Талаата Латифа, от брака с которым у неё было двое детей.
- Достопочтенный Дэвид Джеймс Натаниэль Керзон (род. 3 февраля 1958), в 1981 году он женился ервым браком на Рут Линтон, от брака с которой у него было двое детей; в 2015 году он вторично женился на Мартин Джойс.

5 июня 1968 года его второй женой была Хелен Глэдис Фрэнсис Томсон, дочери майора Уильяма Фергюссона Томсона. У супругов было двое детей:
- Достопочтенный Ричард Фрэнсис Натаниэль Керзон (род. 30 января 1969), в 1999 году он женился на Эмме Магуайр, от брака с которой у него было двое детей.
- Достопочтенный Джеймс Фергус Натаниэль Керзон (род. 12 сентября 1970).